# Foundation
Foundation – piąty oficjalny album amerykańskiego zespołu M.O.P. po serii mixtape'ów i kompilacji. Został wydany w 2009 roku nakładem dwóch wytwórni E1 Music i Koch.

## Lista utworów
| #  | Tytuł                 | Goście      | Producent        | Czas |
| 1  | "I'm A Brownsvillian" |             | Nottz            | 3:47 |
| 2  | "Blow The Horns"      |             | Fizzy Womack     | 3:00 |
| 3  | "What I Wanna Be"     | Rell        | DJ Premier       | 3:18 |
| 4  | "Foundation"          |             | M-Phazes         | 3:26 |
| 5  | "Stop Pushin'"        |             | Fizzy Womack     | 3:04 |
| 6  | "Crazy"               | Termanology | Statik Selektah  | 4:44 |
| 7  | "Street Life"         | Demarco     | Fizzy Womack     | 3:44 |
| 8  | "Forever & Always"    |             | Statik Selektah  | 4:01 |
| 9  | "Rude Bastard"        |             | Kil              | 3:44 |
| 10 | "Brooklyn"            |             | Ron G            | 5:06 |
| 11 | "Bang Time"           | Styles P    | DJ Green Lantern | 4:13 |
| 12 | "Sharks In The Water" |             | DR Period        | 3:51 |
| 13 | "Riding Through"      | Redman      | Taylor Made      | 5:15 |
| 14 | "Salute A G"          |             | DR Period        | 3:29 |

## Pozycja na listach
| Lista (2009)           | Pozycja |
| ---------------------- | ------- |
| Independent Albums     | 38      |
| Top R&B/Hip-Hop Albums | 44      |
| Top Rap Albums         | 20      |